# Chryse Planitia
La Chryse Planitia (in greco Pianura dorata) è una pianura relativamente liscia e circolare situata a nord della regione equatoriale di Marte, vicino alla regione di Tharsis.
Ha un diametro di 1500 km e si trova a 2,5 km al di sotto dell'altitudine media della superficie di Marte.
È considerato un antico bacino d'impatto e ha molte caratteristiche in comune con i mari lunari, come ad esempio i dorsa.
Al suo interno la densità di crateri compresi tra i 100 e 2000 metri di diametro è circa la metà di quella media nei mari lunari.
La Chryse Planitia mostra evidenze di passate erosioni d'acqua, ed è l'estremità finale di molti canali provenienti dalle colline del sud, dalle Valles Marineris e dai fianchi montuosi della regione di Tharsis.
È stato quindi ipotizzato che in passato, durante l'Esperiano o l'Amazzoniano, il bacino Chryse contenesse un grosso lago. Il bacino Chryse non è chiuso, ma si apre nel Bacino del polo nord, quindi, se era presente un oceano, Chryse sarebbe stata una grande baia.

## Esplorazione
Nel 1976 il lander della Viking 1 è atterrato nella Chryse Planitia, ma non vicino ai canali di uscita e quindi non vide alcuna caratteristica fluviale.
Nel 1997 il Mars Pathfinder è atterrato nell'Ares Vallis, uno dei canali che sboccano nella Chryse Planitia.

## Tsunami
Secondo le simulazioni pubblicate sulla rivista Scientific Reports da un gruppo internazionale guidato da Alexis Rodriguez del Planetary Science Institute di Tucson quest'area potrebbe essere stata interessata da uno tsunami avvenuto 3,4 miliardi di anni fa.
Analizzando le mappe della superficie di Marte i ricercatori hanno identificato un particolare cratere da impatto poi chiamato Pohl: si tratta di una struttura circolare con un diametro di 110 chilometri situata nelle pianure settentrionali che si pensa potesse essere coperta da un oceano di circa 120 metri di profondità.
Le simulazioni hanno mostrato che il cratere Pohl potrebbe essersi formato in seguito all' impatto di un asteroide di nove chilometri di diametro su un terreno compatto oppure di un asteroide di tre chilometri su un suolo poroso. Nel caso dell'asteroide di tre chilometri si sarebbe generato un mega tsunami che si sarebbe spinto fino a 1.500 chilometri dal luogo dell'impatto, con onde alte fino a 250 metri, conseguenze paragonabili a quelle causate dall'impatto di Chicxulub sulla Terra.